# Camp de Porta Westfalica-Barkhausen
 (octobre 2024).
Si vous disposez d'ouvrages ou d'articles de référence ou si vous connaissez des sites web de qualité traitant du thème abordé ici, merci de compléter l'article en donnant les références utiles à sa vérifiabilité et en les liant à la section « Notes et références ».
 (octobre 2024).

Localisation du district de Porta Westfalica.

Le camp de Porta Westfalica-Barkhausen (Kommando extérieur A II) est une des deux unités de travail forcé dépendant du camp de concentration de Neuengamme mises en place sur le site de Porta Westfalica, en Rhénanie-du-Nord-Westphalie, pour y aménager des usines souterraines.

## Création
En 1944, l’état major SS décide d'enterrer la production d'armements et met en place à Porta-Westfalica de deux Kommandos extérieurs du camp de concentration de Neuengamme.
Le premier Kommando est le camp de Barkhausen où arrivent, le 19 mars 1944, 250 détenus du camp de concentration de Buchenwald.
Jusqu’à 1 300 détenus (initialement polonais et russes, puis français, belges, néerlandais et danois) sont entassés dans l’ancienne salle des fêtes, sur des paillasses placées dans des châlits à quatre étages.
Leur travail consiste à agrandir une galerie souterraine pour y installer des ateliers industriels, avec tout d'abord  les presses de l’entreprise Ambi-Budd pour fabriquer des éléments  d’avions de chasse.
Les aléas de la guerre entraînent la relocalisation dans la galerie de la raffinerie de l’entreprise Deurag-Nerag pour y aménager une raffinerie (Dachs I).

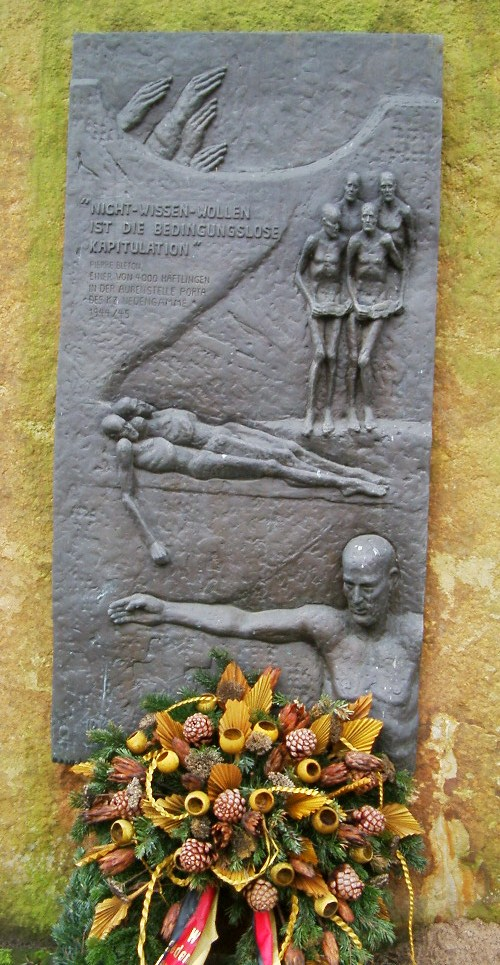
Plaque commémorative rappelant le calvaire des déportés des Kommandos de Porta Westfalica.

Sur trois niveaux, les détenus doivent creuser des galeries de 5 à 6 mètres de large et de 4 mètres de hauteur, élargies par endroits pour y installer des ateliers. De nombreux détenus y trouvent la mort. Dans la montagne, le travail se fait sur trois niveaux. Les étais en béton  viennent de l'entreprise Betonwerk Weber à Lerbeck où travaille un autre Kommando. Les entreprises SS Führungsstab A II, Ambi-Budd, Dr. Boehme & Co., Firma Rentrop, Firma Veltrup, Weserhütte, Deurag-Nerag et Friedrich Uhde KG sont également parties prenantes du chantier.
En 1945, environ 200 détenus du Kommando extérieur AI de Lengerich sont transférés à Barkhausen.

## Évacuation
Le 1er avril 1945, tous les hommes sont évacués en plusieurs convois en direction du camp de Wöbbelin , via les Kommandos de Schandelah, Fallersleben et Helmstedt-Beendorf.
Le 2 mai 1945, ils sont libérés par les troupes américaines.

## Mémorial
Les victimes du Kommando extérieur A II sont enterrées au cimetière de Barkhausen (sauf celles dont les dépouilles ont été rapatriées après guerre. Une plaque commémorative porte l’inscription « Ici reposent 73 inconnus, victimes de la dictature national-socialiste ».
En 1992, la ville de Porta Westfalica fait apposer, dans le quartier de Barkhausen, une plaque qui rappelle le travail des détenus dans les galeries souterraines.
En mai 2014 a été inauguré un sentier mémoriel appelé jalonné de panneaux qui documentent ce qui s’est passé en 1944 et 1945 dans les kommandos extérieurs de Porta Westfalica.